# (64967) 2002 AV1
2002 أي في 1 (ويعرف أيضًا باسم (64967) 2002 أي في 1 وفق تسمية الكوكب الصغير) (بالإنجليزية: 2002 AV1)‏ هو كويكب ضمن حزام الكويكبات؛ وترتيبه 64967 من حيث الاكتشاف.
اكتُشف هذا الجُرم الفلكي بواسطة تاكاو كوباياشي في 6 يناير 2002.

## وصلات خارجية
- (64967) 2002 AV1 في قاعدة بيانات مختبر الدفع النفاث لأجرام النظام الشمسي الصغيرة

- الاكتشاف · مخطط المدار ·  العناصر المدارية · المعلمات المادية

- (64967) 2002 AV1 على موقع ويكي سكاي: DSS2, SDSS, GALEX, IRAS, Hydrogen α, X-Ray, Astrophoto, Sky Map, Articles and images